# Osceola (Arkansas)
Osceola város az Amerikai Egyesült Államok Arkansas államában, Mississippi megyében, melynek egyik székhelye is (a másik megyeszékhely Blytheville). Lakosainak száma 6976 fő (2020. április 1.).

## Népesség
A település népességének változása:

| 2010 | 7 757 |
| 2020 | 6 976 |